# Championnat de France de football 1899 (USFSA)
Navigation
Championnat 1898 Championnat 1900
Le Championnat de France de football 1899 de l'USFSA est le premier à s'ouvrir aux clubs de province. Les clubs parisiens n'admettent pas cette innovation, arguant que Le Havre AC n'avait pas été sacré champion de sa région. Le championnat régional USFSA de Normandie de football sera finalement créé en 1900. 

## Championnat de France

### Demi-finale
- 15 avril 1899
  - Le Havre AC-Iris Club Lillois, forfait des Lillois

### Finale
Le Club français refuse de participer à ce match. L'USFSA sacre officiellement Le Havre AC champion de France.